# Напили-Хоноковаи
Напили-Хоноковаи (гав. Nāpili-Honokōwai) — статистически обособленная местность в округе Мауи (штат Гавайи, США).

## География
Согласно Бюро переписи населения США статистически обособленная местность Напили-Хоноковаи имеет общую площадь 11,1 квадратных километров, из которых 6,8 км2 относится к суше и 4,3 км2 или 38,35 % — к водным ресурсам.

## Демография
По данным переписи населения за 2000 год в Напили-Хоноковаи проживало 6788 человек, насчитывалось 2629 домашних хозяйств, 1469 семей и 4681 жилой дом.
Расовый состав Напили-Хоноковаи по данным переписи распределился следующим образом: 53,62 % белых, 0,72 % — чёрных или афроамериканцев, 0,43 % — коренных американцев, 19,12 % — азиатов, 8,09 % — коренных жителей тихоокеанских островов, 13,86 % — представителей смешанных рас, 4,15 % — других народностей. Испаноговорящие составили 10,72 % населения.
Из 2629 домашних хозяйств в 28,3 % — воспитывали детей в возрасте до 18 лет, 42,4 % представляли собой совместно проживающие супружеские пары, в 8,8 % семей женщины проживали без мужей, 44,1 % не имели семьи. 27,7 % от общего числа семей на момент переписи жили самостоятельно, при этом 3,4 % составили одинокие пожилые люди в возрасте 65 лет и старше. В среднем домашнее хозяйство ведут 2,58 человек, а средний размер семьи — 3,2 человека.
Население Напили-Хоноковаи по возрастному диапазону (данные переписи 2000 года) распределилось следующим образом: 22,7 % — жители младше 18 лет, 7,9 % — между 18 и 24 годами, 40,6 % — от 25 до 44 лет, 22,5 % — от 45 до 64 лет и 6,2 % — в возрасте 65 лет и старше. Средний возраст жителей составил 35 лет. На каждые 100 женщин приходилось 106,6 мужчин, при этом на каждые сто женщин 18 лет и старше приходилось 107,7 мужчин также старше 18 лет.

## Экономика
Средний доход на одно домашнее хозяйство Напили-Хоноковаи составил 51 030 долларов США, а средний доход на одну семью — 56 944 долларов. При этом мужчины имели средний доход в 32 554 доллара в год против 28 979 долларов среднегодового дохода у женщин. Доход на душу населения составил 24 814 долларов в год. 5,5 % от всего числа семей в местности и 9,5 % от всей численности населения находилось на момент переписи за чертой бедности, при этом 9 % из них были моложе 18 лет и 1,7 % — в возрасте 65 лет и старше.

## Транспорт
К поселению относится бывший аэропорт Каанапали, функции которого перешли к аэропорту Капалуа в Лахаине (известен как Kapalua-West Maui Airport).

## Фотогалерея

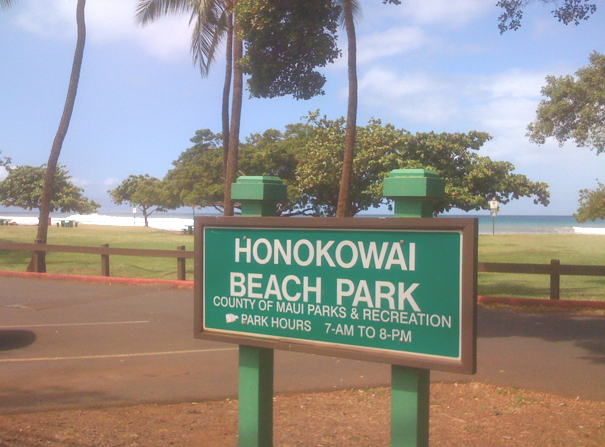
Табличка у входа в парк
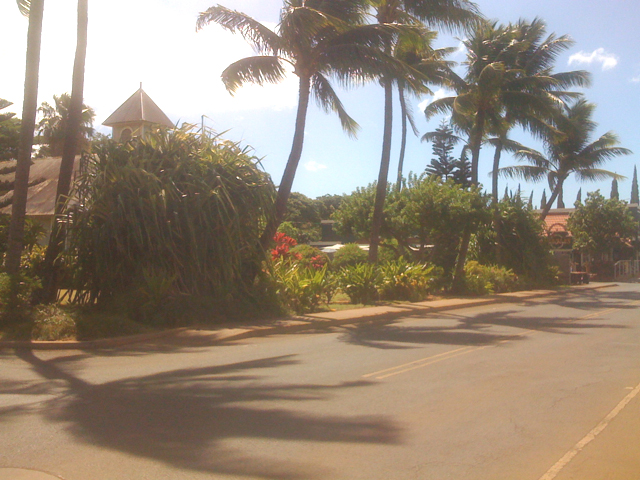
Дорога Нижняя Хоноапиилани